# Sebastião José de Carvalho e Melo

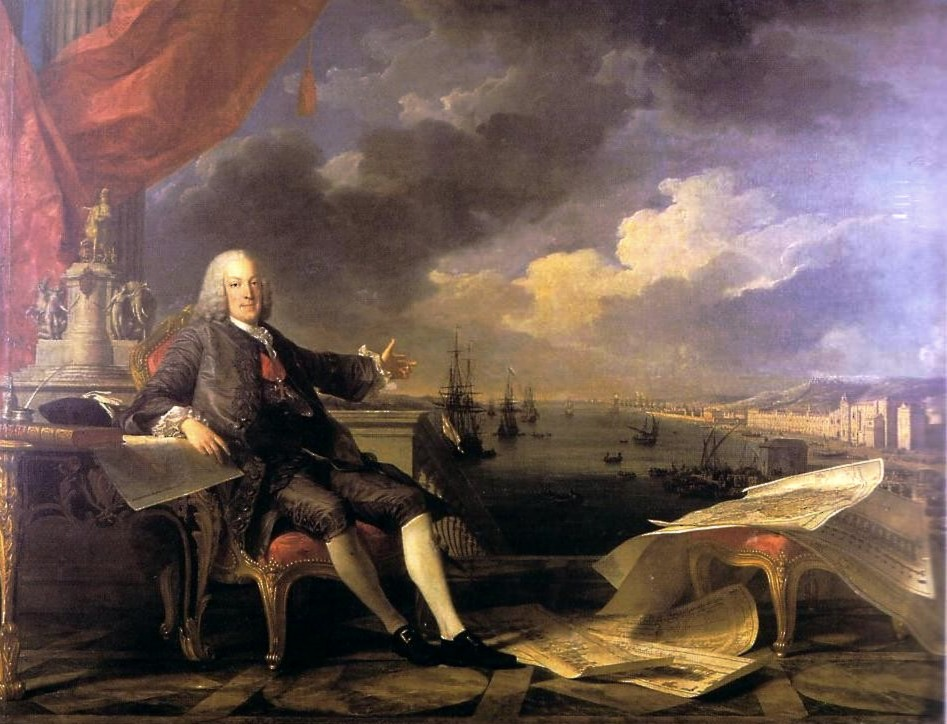
Marquês de Pombal – „Ausweisung der Jesuiten“ von Louis-Michel van Loo und Claude-Joseph Vernet, 1766 (Museu da Cidade de Lisboa)

Sebastião José de Carvalho e Melo, seit 1759 Conde de Oeiras, seit 1769 Marquês de Pombal (* 13. Mai 1699 in Lissabon; † 8. Mai 1782 in Pombal), war während der Herrschaft von König Joseph I. ab 1756 Erster Minister Portugals und der bedeutendste portugiesische Staatsmann des 18. Jahrhunderts. Er versuchte, ausgehend vom Denken der Aufklärung, das in vielen Dingen rückständige Portugal mit einem umfangreichen Reformprogramm in die Moderne zu führen.

## Leben
Carvalho e Melo studierte an der Universität Coimbra. Im Jahr 1738 wurde er portugiesischer Botschafter in London, sieben Jahre später portugiesischer Gesandter in Wien. Dort heiratete er 1745 (in zweiter Ehe) Eleonora Ernestina Gräfin von Daun (1721–1789). 1750 wurde er von König Joseph I. zum Außenminister ernannt.
Am 1. November 1755 wurde bei dem Erdbeben von Lissabon die Hauptstadt fast völlig zerstört. Außenminister Sebastião José de Carvalho e Melo organisierte den Wiederaufbau. Nachdem er so sein organisatorisches Geschick unter Beweis gestellt hatte, wurde er 1756 zum Ersten Minister ernannt. Der König war an den Regierungsgeschäften nicht sonderlich interessiert und gewährte Carvalho e Melo weitestgehend freie Hand, so dass dieser zum eigentlichen Herrscher des Landes wurde. Pombal legte den Grundstein für das Eintreten Portugals in die Moderne. An die Stelle der traditionellen klerikalen Politik setzte der spätere Marquês einen aufgeklärten Absolutismus.

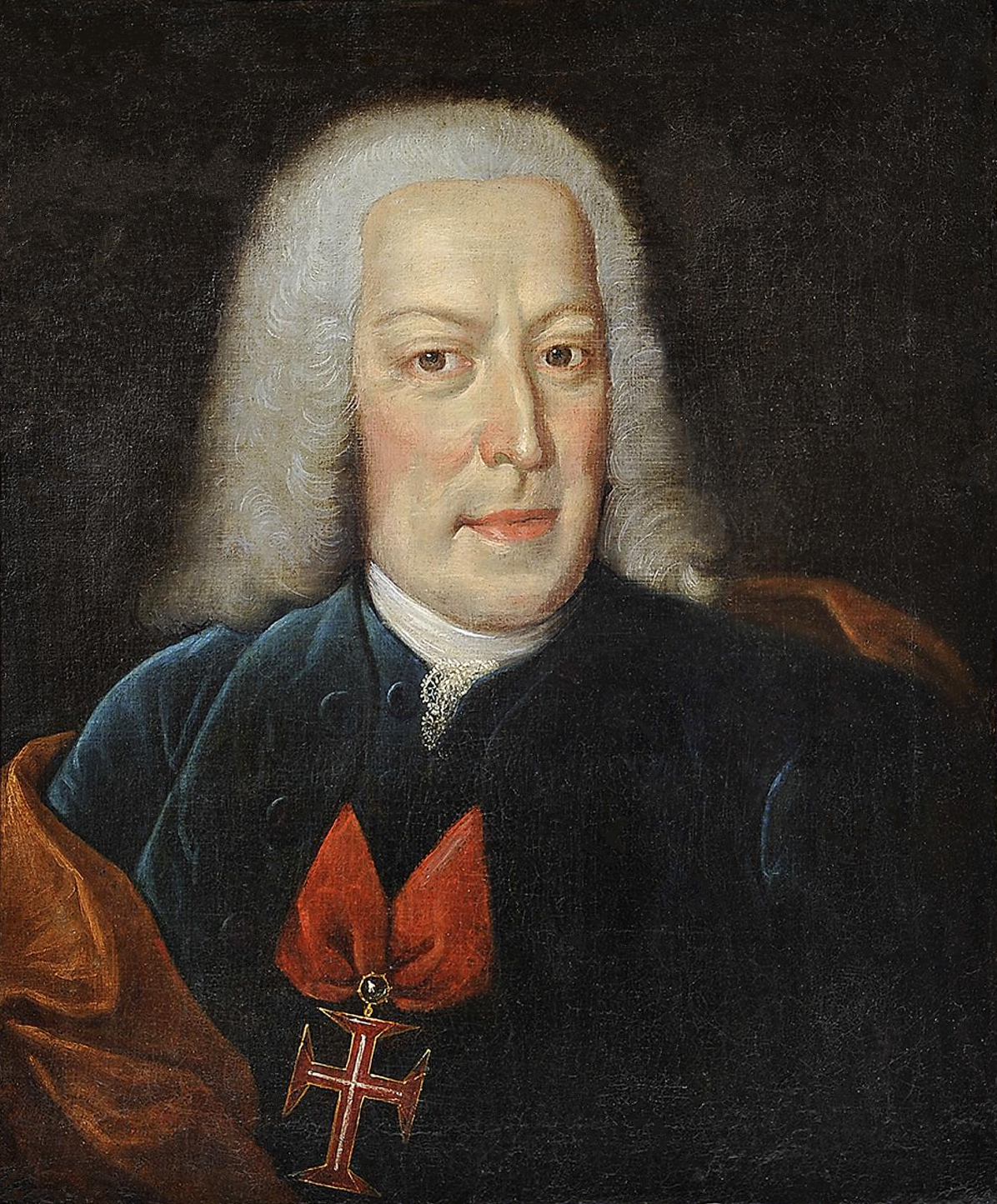
Marquês de Pombal

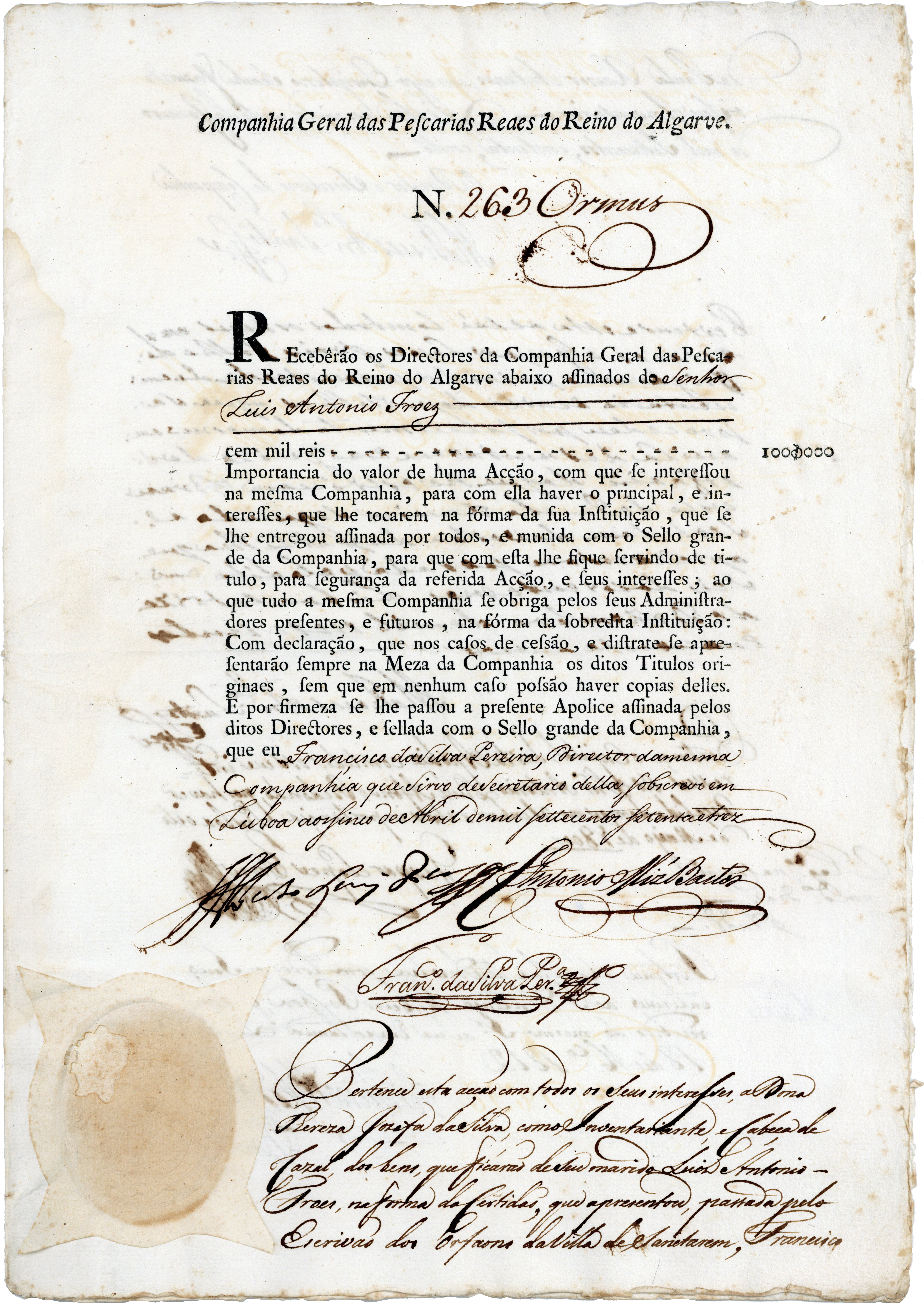
Gründeraktie der Companhia Geral das Pescarias Reaes do Reino do Algarve über 100$000 Reis, ausgestellt am 5. April 1773 in Lissabon. Das Unternehmen wurde gegründet mit Königlichem Dekret vom 15. Januar 1773 auf Betreiben von Marquês de Pombal, ein wichtiger Schritt in der wirtschaftlichen Entwicklung Portugals.

Das rief bald den Widerstand der katholischen Kirche hervor. Die Jesuiten predigten, dass das Erdbeben Gottes Strafe für die Reformen gewesen sei. Am 3. September 1758 kam es zu einem Attentat auf Joseph. Von einem Schäferstündchen mit seiner Mätresse kommend, war der König ohne Eskorte auf dem Heimweg nach Ajuda, wo er seit dem Erdbeben in einer Zeltstadt residierte. Er wurde überfallen und angeschossen. Die Täter wurden gefasst und gestanden unter der Folter, von der Familie Tavora beauftragt worden zu sein. Die Tavoras gehörten zum Hochadel und standen in scharfer Opposition zum Marquês de Pombal. Er nutzte die Gelegenheit, die gesamte Familie des Hochverrats anzuklagen. Sogar der Lehrer von Leonora de Tavora, der Jesuit Gabriel Malagrida, wurde verhaftet, nach einem Schauprozess als Ketzer erdrosselt und anschließend auf dem Scheiterhaufen auf dem Rossio-Platz verbrannt. Am 13. Januar 1759 wurde fast die gesamte Familie Tavora exekutiert, ihr Besitz konfisziert und ihr Name aus dem Adelsverzeichnis gestrichen. Im Jahr 1759 wurde der Jesuitenorden in Portugal und Brasilien aufgelöst, und Pombal erhielt im gleichen Jahr vom König für sein Wirken nach dem Erdbeben den Titel „Conde de Oeiras“.
Pombal schaffte im Jahr 1761 die Sklaverei in Portugal und in den indischen Kolonien ab, um den Sklavenhandel nach Brasilien zu lenken, wo Arbeitskräfte auf den Zucker- und Kaffeeplantagen benötigt wurden. Sämtliche noch bestehenden rechtlichen Diskriminierungen zwischen den Cristãos-Novos (Neu-Christen, den getauften Juden) und den Cristãos-Velhos (Alt-Christen) wurden aufgehoben, die Zensur wurde von der Kirche auf den Staat übertragen, die Inquisition der Aufsicht des Staates unterstellt. An der Universität Coimbra wurde eine naturwissenschaftliche Fakultät gegründet, ein staatliches Schulwesen entstand, die Indianer in Brasilien wurden emanzipiert.
Mit protektionistischen Maßnahmen versuchte Pombal, nationale Manufakturen zu stärken und die wirtschaftliche Abhängigkeit vom Ausland, namentlich von England, zu überwinden. Er gründete staatliche Monopolunternehmen, verlieh Konzessionen an einheimische Unternehmer und rief verschiedene unter staatlicher Kontrolle stehende Handelsgesellschaften mit Monopolcharakter ins Leben. So schuf er bereits 1756 die Companhia Geral da Agricultura das Vinhas do Alto Douro, die das Weinbaumonopol im abgegrenzten Gebiet des Alto Douro erhielt. Es war das erste geschützte Weinbaugebiet der Welt. Des Weiteren legte er einen Schwerpunkt auf die Reform des Finanzsystems des Landes.
Pombal sorgte dafür, dass verstärkt Portugiesen in Brasilien angesiedelt wurden und förderte den Brasilienhandel durch die Gründung von Handelsgesellschaften, so z. B. 1755 die Companhia Geral de Comércio do Grão-Pará e Maranhão bzw. ein Jahr später die Companhia Geral de Comércio de Pernambuco e Paraíba. Sowohl die Landwirtschaft als auch der Handel erlebten in dieser Zeit einen Aufschwung, die finanzielle Lage des Staates verbesserte sich erheblich, das Außenhandelsdefizit mit England wurde ausgeglichen.
Im Jahr 1769 wurde Sebastião José de Carvalho e Melo zum ersten „Marquês de Pombal“ ernannt, er erhielt den Marquistitel von Lissabon. Im Jahr 1777 starb Pombals großer Gönner, König Joseph I., und seine Tochter Maria I. bestieg zusammen mit ihrem Ehemann und Onkel, Peter III., den portugiesischen Thron. Die neue Königin war sehr fromm, die antiklerikale Politik des Marquês de Pombal war ihr deshalb ein Greuel. Kaum auf dem Thron, entließ sie Pombal und stellte ihn auf seinem Landsitz unter Hausarrest.
Sebastião José de Carvalho e Melo starb fünf Jahre nach seinem Sturz. Sein Leichnam wurde zunächst in der Kirche des Klosters Santo António in Pombal beigesetzt. 1856/1857 ließ João Carlos de Saldanha Oliveira e Daun, sein Enkel mütterlicherseits, seine sterblichen Überreste nach Lissabon überführen, wo sie in der Kirche Nossa Senhora das Mercês im Stadtteil Mercês bestattet wurden, in der der Verstorbene getauft worden war und einer Bruderschaft angehört hatte. 1923 wurden die sterblichen Überreste endgültig in die Kathedrale des portugiesischen Militärordinariates in Lissabon überführt.

## Rezeption

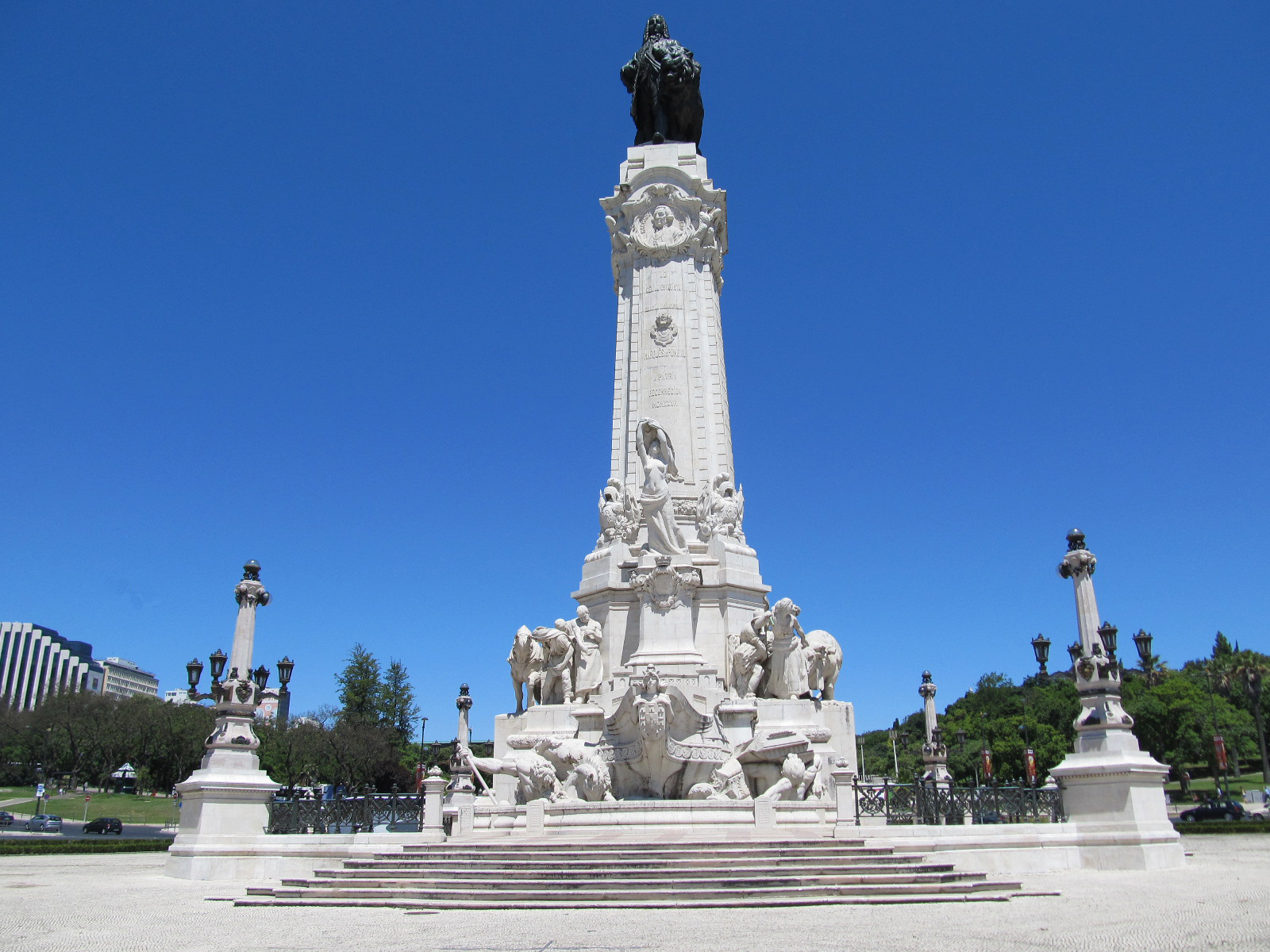
Denkmal des Marquês de Pombal auf dem nach ihm benannten Platz in Lissabon

Das Wirken des Marquês de Pombal ist bis heute umstritten. Einerseits ging er als großer Modernisierer in die portugiesische Geschichte ein, der unbestreitbar die Grundlage für den modernen portugiesischen Staat gelegt hat. Er reformierte die Bildungspolitik und stellte sie unter staatliche Kontrolle, und somit außerhalb direkten kirchlichen Einflusses. Seine tiefgreifenden Veränderungen wie das Verbot der Sklaverei im Mutterland, die Reform der Inquisition, das Verbot der Diskriminierung von Neuchristen (Marranen u. a.), oder die Vereinheitlichung des Rechtswesens waren Zeichen eines gänzlich neuen Staatswesens, das von neuen gesellschaftlichen Vorstellungen geleitet wurde. Individuelle Stärken und Verdienste stellte Pombal über ererbte und überkommene Privilegien, Besitztümer und Legitimationen. Und während die Eliten sich auf den Konsum der schrumpfenden Einnahmen aus ihren Besitztümern in Übersee und dem Mutterland beschränkt hatten, förderte Pombal nun Produktion und effizienten Handel, um zu auskömmlichen Staatsfinanzen zu kommen und die Handlungsfähigkeit und Durchsetzungskraft des königlichen Staates damit auszubauen. So gehen beispielsweise die international heute üblichen, geschützten Weinbauregionen auf sein Gesetz bezüglich des Alto Douro 1756 zurück.
Andererseits ging er buchstäblich über Leichen und war bereit, seine Politik auch mit Gewalt gegen konservative Elemente durchzusetzen. Eine Vielzahl seiner Reformen wurden nach dem Ende seiner 25-jährigen Reformpolitik rückgängig gemacht oder abgeschwächt, was eine abschließende Bewertung seines Wirkens kaum zulässt. Dennoch hatten sein Friedensvertrag mit Spanien, die darauf folgenden Gebietserweiterungen Brasiliens, und die Auswirkungen seiner merkantilistischen Politik auf die Staatsfinanzen die Position Portugals nachhaltig gestärkt. Auch die Wirkung seiner Politik auf das geistige und politische Klima in Portugal hatte weiter Bestand, ebenso eine Vielzahl nicht zurückgenommener verwaltungstechnischer Reformen. So ermöglichte die aufgeklärte Politik Pombals, trotz seines rücksichtslosen Vorgehens und seines unnachgiebigen Absolutismus, die zukünftige Liberalisierung und Modernisierung des Landes.

„Die Herrschaft Pombals hatte das große Verdienst, das Land für die liberale Revolution des 19. Jahrhunderts vorzubereiten. Sowohl die Kirche als auch der Adel erhielten einen Schlag, von dem sie sich nie wieder erholten. Zur gleichen Zeit wurde dem Bürgertum (Geschäftsleute und Beamte) die Macht gegeben, die es brauchte, um die Verwaltung und die wirtschaftliche Macht im Land zu übernehmen. Indem er alle Klassen, Gesetze und Institutionen vor dem Despotismus des Königs nivellierte, bereitete Pombal die soziale Revolution und das Ende der feudalen Privilegien vor [...]“

## Schriften
- Die Republik der Jesuiten, oder das umgestürzte Paraguay, welches eine richtige Erzählung des Krieges enthält, den diese Geistlichen gegen die Monarchen Spaniens und Portugals in Amerika zu führen gewaget. Gross Verlag, Amsterdam [i.e. Halberstadt] 1758.